# Église Saint-Germain de Mouliherne
L'église Saint-Germain est une église située à Mouliherne, en France.

## Localisation
L'église est située dans le département français de Maine-et-Loire, sur la commune de Mouliherne.

## Historique
L'église primitive est présente depuis le XIe siècle. Construite à plusieurs reprises, c'est dans les années 1140 qu'elle est entièrement remaniée. Alors que le voûtement privilégié de ces régions est la coupole, on adopte ici un voûtement d'ogive, d'abord pour le transept. On est dans une phase d'expérimentation de ce type de voûtement. Les voûtains du croisillon nord sont appareillés comme s'il s'agissait de monter une coupole, les nervures sont très épaisses. La technique est mieux maîtrisée pour le voûtement de la croisée du transept, couverte dans les années 1150-1160.  
C'est la voûte d'ogives de la travée occidentale de la nef qui caractérise cet édifice comme église du "gothique angevin" ; elle est très bombée, les nervures sont fines et se démultiplient dans les angles. 

## Protection
L'édifice est classé au titre des monuments historiques en 1909.

## Description
L'église a un plan en croix latine : elle présente une nef unique de trois travées et un transept débordant où chaque bras fait une travée de long. Le chœur comporte deux travées droites, et se termine par une abside. Deux chapelles précédées d'une travée et se terminant par une abside flanquent le mur est des bras du transept. L'église possède à sa croisée un clocher. 